# OX Близнецов
OX Близнецов (лат. OX Geminorum, HD 41890) — одиночная переменная звезда в созвездии Близнецов на расстоянии приблизительно 1 300 световых лет (около 398 парсек) от Солнца. Видимая звёздная величина звезды — от +9,1m до +8,1m.

## Характеристики
OX Близнецов — красная пульсирующая медленная неправильная переменная звезда (L) спектрального класса M0, или M1, или M2III, или M3,5III, или M5Ib, или M6, или Ma. Радиус — около 66,06 солнечных, светимость — около 649,662 солнечных. Эффективная температура — около 3585 К.